# Pietro Marcello
Pietro Marcello (nacido el 2 de julio de 1976) es un director de cine italiano. Ha dirigido más de ocho documentales desde 2004. En 2015 dirigió su primera película de ficción, Lost and Beautiful. Varias de sus películas se han presentado en festivales internacionales de cine y han recibido varios premios y nominaciones.

## Filmografía
| Año  | título en español       | Título original          | notas      |
| ---- | ----------------------- | ------------------------ | ---------- |
| 2007 | Cruzando la línea       | Il passaggio della linea | Documental |
| 2009 | La boca del lobo        | La bocca del lupo        | Documental |
| 2011 | El silencio de Pelesjan | Il silenzio di Pelesjan  | Documental |
| 2015 | Perdido y hermoso       | Bella e perduta          |            |
| 2019 | Martín Edén             | Martín Edén              |            |
| 2021 | Para Lucio              | Per Lucio                | Documental |
| 2022 | Escarlata               | L'envol                  |            |